# 柴电-燃气联合动力方式

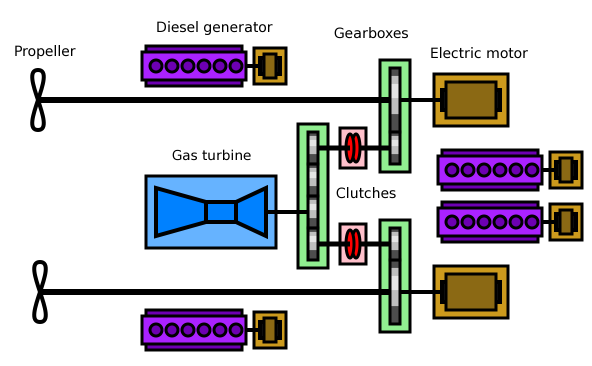
CODLAG推进系统原理图

柴电-燃气联合动力方式（英語：Combined diesel-electric and gas，简称CODLAG）是在船舶柴燃联合动力方式基础上的改进动力方式。该方式还有一个称为柴电-燃气交替动力方式（英语：combined diesel-electric or gas，缩写为CODLOG）的变种，采用同样的驱动方式，但两种动力源无法同时使用。

## 系统介绍
CODLAG系统采用电动机，电机连接到螺旋桨轴上（通常是2个）。电动机由柴油发电机组供电。为了获得更高的速度，燃气轮机通过交叉连接的变速箱驱动螺旋桨轴；而在巡航速度下，燃气轮机的驱动系统通过离合器与螺旋桨轴脱开。
这种布置将用于推进的柴油发动机和发电用的柴油发动机组合在一起，大大降低了维修成本，因为它减少了不同柴油发动机和电动机的数量，所需的维护要少得多。此外，电动机在很宽的速度范围内都能高效工作，并且可以直接连接到螺旋桨轴上，因此可以使用更简单的变速箱来组合燃气轮机和柴电系统的机械输出。
柴油电力传动的另一个优点是，由于不需要机械连接，柴油发电机组可以在声学上与船体解耦，使其噪音更小。这一点已经在军用潜艇上得到广泛使用，而像反潜舰这样的水面舰艇也将从中受益。

## 综合电力推进系统（IEP）

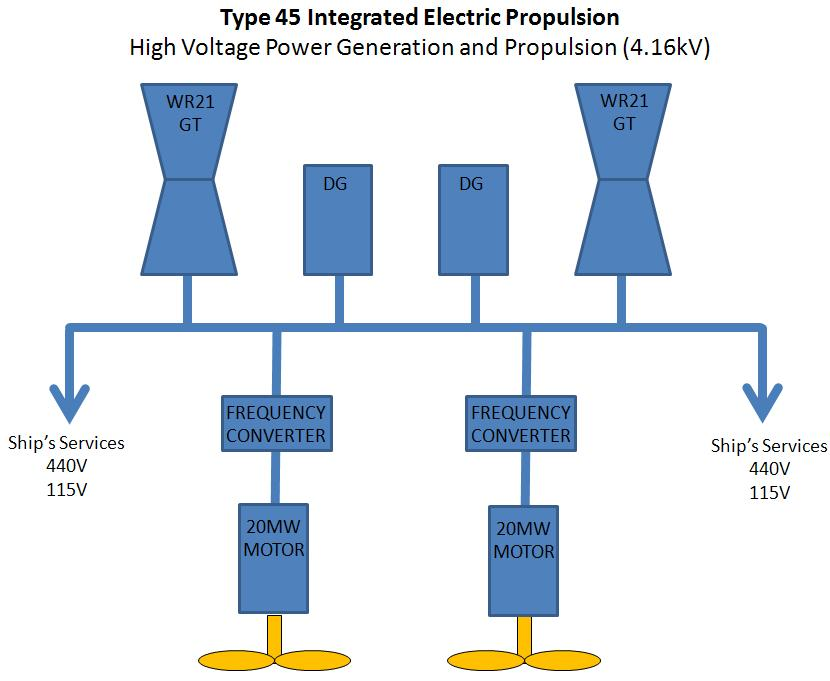
45型驱逐舰的综合电力推进系统
（GT：燃气轮机；DG：柴油发电机）

综合电力推进系统是一种同时使用柴油发动机和燃气轮机发电为电动机供电的系统，其中没有从任何一个发动机到螺旋桨的机械传动，不归类为CODLAG，而是称为综合电力推进系统（英语：integrated electric propulsion，缩写为IEP）或综合全电力推进系统（英语：integrated full electric propulsion，缩写为IFEP）。

## CODLAG應用實例
- 芬傑號遊輪（英语：GTS Finnjet），1977年
- 23型巡防艦，1989年
- 卡洛·伯伽米尼級巡防舰，2013年
- 巴登-符騰堡級巡防艦，2019年
- 波哈馬級護衛艦
- 星座级巡防舰

## CODLOG應用實例
- 极地级破冰船，1976年
- 馬金島號两栖攻击舰，2009年
- 阿基坦級巡防艦，2012年
- 美国级两栖攻击舰，2014年
- 大邱级巡防舰，2018年
- 第里雅斯特級兩棲突擊艦，2024年
- 忠南级巡防舰，2024年
- 26型巡防舰
- 亨特級巡防艦
- 加拿大水面作戰艦
- 波尼法斯級巡防艦
- FFX-4型巡防艦